# Tapecomys primus
El pericote yungueño (Tapecomys primus) es una especie de roedor cricétido del género Tapecomys. Habita en el noroeste del Cono Sur de Sudamérica.

## Taxonomía
Esta especie fue descrita originalmente, al mismo tiempo que su género, en el año 2000 por los zoólogos Sydney Anderson y Terry L. Yates. la cual había sido descrita casi un siglo antes -en el año 1902-, por el zoólogo británico Oldfield Thomas, con localidad tipo en Tapacarí, departamento de Cochabamba, Bolivia (a una altitud de 3018 m s. n. m.). Ambas conformaban un clado, por lo que en el año 2007, Phyllotis wolffsohni fue finalmente transferida a Tapecomys.
Localidad tipo
La localidad tipo referida de Tapecomys primus es: “Tapecua (21°26′S 63°55′W), a una altitud de 1500 msnm, departamento de Tarija, sudeste de Bolivia”. Los 2 ejemplares que sirvieron para describir la especie fueron capturados en el año 1991 en una región boscosa.

## Distribución geográfica
Esta especie es endémicade las selvas de montaña o yungas del sur de Bolivia y del noroeste de la Argentina.
Las menciones de Tapecomys wolffsohni para zonas septentrionales de selva de yungas del noroeste de la Argentina, en las provincias de Salta (Santa Victoria Oeste, en altitudes de 2100 m s. n. m.) y Jujuy, son todas posiblemente confusiones con Tapecomys primus.

## Conservación
Según la organización internacional dedicada a la conservación de los recursos naturales Unión Internacional para la Conservación de la Naturaleza (IUCN), al no poseer mayores peligros y vivir en muchas áreas protegidas, la clasificó como una especie bajo “preocupación menor” en su obra: Lista Roja de Especies Amenazadas.